# Cantù
Cantù [kanˈtu] ist eine Stadt mit 40.002 Einwohnern (Stand 31. Dezember 2023) in der norditalienischen Provinz Como, Region Lombardei.

## Geographie
Sie liegt etwa 12 Kilometer südlich vom Provinzhauptort Como in der Hügellandschaft der Brianza. Die gesamte Brianza ist bekannt für ihre Möbelindustrie. Die Nachbargemeinden sind im Norden Senna Comasco, im Osten Brenna (Lombardei), im Süden Mariano Comense, Figino Serenza und Carimate sowie im Westen Cucciago.

## Sehenswürdigkeiten
- Der Monumentalkomplex des Ortsteils Galliano mit der Kirche San Vincenzo und dem dazugehörigen Baptisterium San Giovanni

Die Kirche  wurde 1007 auf einem Vorgängerbau aus dem 5. Jahrhundert errichtet. Im dreischiffigen Innenraum sind vor allem Überreste von Fresken aus dem 10. Jahrhundert zu betrachten, die darauf schließen lassen, dass ursprünglich das ganze Innere freskiert war.
- Die Altstadt mit teilweise autofreien Geschäftsstraßen
- Pfarrkirche San Teodoro (Ende 11. Jahrhundert)
- Propsteikirche San Paolo (11. Jahrhundert)
- Cappella della Madonnina (11. Jahrhundert)
- Kirche Santi Michele e Biagio (1932)
- Kirche San Carlo Borromeo (1967)
- Kirche Sant'Ambrogio und Kloster (1570)
- Kirche Santa Maria (17. Jahrhundert) und Benediktinerinnenkloster (1093)
- Mosaik von Lucio Fontana 1955–1957
- Stadttor Archinzi (1324)
- Wallfahrtskirche Madonna dei Miracoli (1554)
- Villa Brugnola mit der Kapelle der Immacolata Concezione (17. Jahrhundert)
- Villa Calvi (Rathaus) (19. Jahrhundert)
- Stadttheater San Teodoro

## Politik

### Bürgermeister
Tiziana Sala (Lega Nord) war vom 28. Mai 2002 bis 2012 Bürgermeisterin. Seit 2012 ist es Claudio Bizzozero. Bei den Kommunalwahlen 2017 wurde Edgardo Arosio mit 52,18 Prozent der gültigen Stimmen zum Bürgermeister gewählt.

### Partnerstädte
- Villefranche-sur-Saône in der Nähe von Lyon, Frankreich
- Dumfries im südlichen Schottland, Vereinigtes Königreich
- Bühl bei Baden-Baden, Deutschland

## Wirtschaft
Wichtigster Wirtschaftszweig der gesamten Brianza sind die Familienbetriebe in der Möbelindustrie. Das Konsortium der Möbeldesigner an der zentralen Piazza Garibaldi ist zugleich Informationszentrum der Möbelkunden. Um den Ort hat sich ein engmaschiges Netz von kleinen und mittleren Unternehmen aller Sparten entwickelt.

## Verkehr
Cantù liegt abseits der alten Staatsstraße 35 (Strada Statale dei Giovi) von Mailand nach Como, deren Verkehr die Autobahn A9 aufgenommen hat. Cantù ist von der Ausfahrt Fino Mornasco der A9 erreichbar.
Die Bahnstation Cantù wird von der Como–Lecco der Ferrovie dello Stato Italiane. Südlich der Stadt befindet sich der Bahnhof Cantù-Cermenate auf der Strecke Chiasso–Milano, wo auch Vorortezüge der von Trenord betriebenen S-Bahn Mailand halten. Cantù ist zudem mit Bussen ab Como und anderen Orten der Region zu erreichen.

## Sport
Cantù ist für seine Basketballmannschaft Pallacanestro Cantù bekannt. Der Club wurde 1936 gegründet und konnte während der 1970er und 1980er Jahre dank Talenten wie Pierluigi Marzorati, Charlie Recalcati und Antonello Riva in ganz Europa Erfolge feiern. Die Begeisterung für diesen Sport in der Bevölkerung führte zur Streetbasket-Meisterschaft Streetball, die jeden Juni dank der Unterstützung des lokalen Radiosenders Radio Cantù stattfindet.
Mit der Lombardei-Rundfahrt startete im Jahr 2002 eines der fünf Monumente des Radsports und somit eines wichtigsten Eintagesrennen in Cantù. Der Giro d’Italia, das größte und wichtigste italienische Etappenrennen führte zwei Etappenstarts in Cantù durch (2002 und 2007). Die einzige Zielankunft im Jahr 2003 gewann der Italiener Giovanni Lombardi.

## Söhne und Töchter der Stadt
- Carlo Romanò (1789–1855), Priester, Doktor der Theologie und Bischof von Como
- Giovanni Battista Molteni (* 30. August 1898 in Cantù; † 12. Juni 1990 in Sorengo), Maler, Wandmaler, Zeichner[3]
- Luisa Aiani, (1914–1990), Architektin und Designerin
- Giovanni Saldarini (1924–2011), Erzbischof von Turin und Kardinal
- Valter Giuliani (* 1960), Astronom
- Luca Colombo (* 1969), Radrennfahrer
- Stefano Marelli (* 1970), Schweizer Schriftsteller und Journalist
- Franco Brienza (* 1979), Fußballspieler
- Fabio Francolini (* 1986), Inline-Speedskater
- Greta Marturano (* 1998), Radrennfahrerin